# Spelling on the Stone
"Spelling on the Stone" là bài hát năm 1988 về nhạc sĩ người Mỹ Elvis Presley, thu âm bởi một nghệ sĩ ẩn danh cố tình bắt chước ông. Ca khúc phát hành theo sau những lần nhìn thấy Elvis được báo cáo kể từ khi ông qua đời. Một số nguồn tin cho biết người thể hiện bài hát chính là Dan Willis.

## Lịch sử
Sau khi Elvis Presley qua đời năm 1977, đã lan truyền một tin đồn phổ biến trong ngành công nghiệp âm nhạc rằng ông giả chết. Những năm sau khi nam ca sĩ mất, có nhiều nhân chứng cho biết từng bắt gặp ông ngoài đời, và khoảng cuối 1988, hãng thu âm LS Records phát hành "Spelling on the Stone" để tận dụng sự nổi tiếng từ hiện tượng này. Theo Lee Stoller, chủ sở hữu LS Records, con gái ông là Tammy nhận được bản ghi bài hát vào tháng 8 năm 1988, từ một người đàn ông giấu tên đến văn phòng hãng bằng xe limousine. Sau khi có được quyền phân phối từ Curb Records, LS Records đã phát hành bài hát trên đài phát thanh vào cuối cùng năm, trong đó không ghi danh người thể hiện.
Tên bài hát ám chỉ tới việc tên đệm khắc trên mộ của Presley được đánh vần "Aaron", trong khi những nguồn khác lại ghi "Aron". Trên thực tế, Presley sử dụng cả hai cách viết này; chữ "Aaron" do chính tay ông viết trên giấy chứng nhận ly hôn. Tuy nhiên nhiều người thuyết âm mưu thời điểm đó vẫn coi việc "viết sai chính tả" "Aaron" trên bia mộ là bằng chứng cho thấy Presley gửi thông điệp đến fan rằng ông không thực sự nằm trong đó. Ca sĩ thể hiện sáng tác không tiết lộ danh tính và có cách hát bắt chước theo Presley. Nội dung ca khúc kể câu chuyện ở ngôi thứ nhất từ góc nhìn cố ca sĩ, đưa ra gợi ý rằng ông giả chết.
Theo ghi nhận từ báo The Jersey Journal, thời điểm "Spelling on the Stone" phát trên WYNY (nay là WKTU; khi đó vẫn là một đài phát thanh nhạc đồng quê ở Thành phố New York), người nghe lập tức gọi đến đài để báo cáo việc đã nhìn thấy Elvis. Giám đốc chương trình nhà đài cho rằng bản ghi không phải của Presley mà có thể do Terry Stafford hoặc Ronnie McDowell thể hiện. Ca khúc cũng rất phổ biến trên đài phát thanh WNOE-FM ở New Orleans, Louisiana, các đài KXXY-FM (Oklahoma) và WTQR (Winston-Salem, North Carolina). Theo giám đốc chương trình WNOE, đĩa đơn này do một người giấu tên đi xe Cadillac hồng gửi cho đài và ông đã nhận được 47 cuộc gọi từ thính giả sau khi bài hát lên sóng lần đầu tiên. Mặc dù không tin bản thu âm là của Presley, song ông vẫn chọn phát bài vì sự đón nhận từ người nghe.
Tuy nhiên, không phải mọi phản hồi về bài hát đều là tích cực. Một bài báo trên The Canadian Press cho biết đài phát thanh WCVG ở Cincinnati, Ohio, vốn chuyên phát các bài hát của Elvis, đã từ chối "Spelling on the Stone" vì giám đốc chương trình cho rằng đây "chắc chắn là một trò lừa bịp". Vợ cũ Presley, bà Priscilla Presley, cũng phủ nhận đoạn ghi âm đó là của chồng bởi nghĩ rằng ông sẽ không "tàn nhẫn đến mức tự dàn dựng nên cái chết của mình". Tương tự, một điều phối viên truyền thông cho biệt thự Graceland của Presley gọi bài hát là một "trò lừa bịp rất tàn nhẫn". John Davis, khi đó là giáo sư nhạc lý tại Học viện Công nghệ Stevens ở Hoboken, New Jersey, không tin bản thu thuộc về Presley vì giọng hát có "quá nhiều độ rung" và nó "gần như là một sự nhại lại Elvis".

### Tác động và quyền tác giả
Số lượt phát bài trên các đài phát thanh đã khiến đĩa đơn lọt vào bảng xếp hạng Billboard Hot Country Songs suốt bốn tuần liên tiếp từ tháng 12 năm 1988 đến tháng 1 năm 1989, với vị trí cao nhất là 82. Sau khi phát hành đĩa đơn, LS Records tiếp tục cho ra mắt một album cùng tên gồm nhiều bài hát có chủ đề xoay quanh Presley và không ghi tên nghệ sĩ.
Trong cuốn Elvis Music FAQ, Mike Eder coi ca khúc là "một hiện vật thú vị của cơn sốt 'Elvis còn sống' vào cuối những năm 80". Ông đồng thời khẳng định ca sĩ thể hiện "Spelling on the Stone" đã được xác định là Dan Willis, một nhạc sĩ từng thu âm cho LS Records. Trong khi đó, nhà sử học âm nhạc Joel Whitburn chỉ ghi rằng giọng hát "được cho là" của Willis. Cũng như vậy, Ron Sylvester từ tờ The Springfield News-Leader, sau khi đã nghe Willis hát tại một nhà hát ở Branson, Missouri, nhận xét: "nếu nghe Willis hát, bạn có thể tự mình đoán được giọng hát bí ẩn giống Elvis trong bản thu âm kia là ai".